# Блакитний льон (заказник)
Блакитний льон — ботанічний заказник місцевого значення. Об'єкт розташований на території Долинського району Кіровоградської області, поблизу с. Мирне.
Площа — 27 га, статус отриманий у 2000 році.